# 41 Aquarii
41 Aquarii, som är stjärnans Flamsteed-beteckning, är en dubbelstjärna belägen i den södra delen av stjärnbilden Vattumannen. Den har en kombinerad skenbar magnitud på 5,35  och är svagt synlig för blotta ögat där ljusföroreningar ej förekommer. Baserat på parallaxmätning inom Hipparcosuppdraget på ca 13,8 mas, beräknas den befinna sig på ett avstånd på ca 237 ljusår (ca 73 parsek) från solen. Den rör sig närmare solen med en heliocentrisk radialhastighet på ca -25 km/s.

## Egenskaper
Primärstjärnan 41 Aquarii A är en orange till gul jättestjärna  av spektralklass K0 III, som ingår i röda klumpen och har förbrukat förrådet av väte i dess kärna och nu genererar energi genom fusion av helium. Den har en massa som är ca 1,4 gånger större än solens massa, en radie som är ca 8 gånger större än solens och utsänder från dess fotosfär ca 34 gånger mera energi än solen vid en effektiv temperatur av ca 4 800 K.
Följeslagaren 41 Aquarii B, separerad med 5,488 bågsekunder,  är en stjärna av magnitud 7,16 i huvudserien och spektralklass F8 V. Den har en radie som är ca 1,8 gånger solens radie och avger sex gånger mera energi än solen från dess fotosfär vid en effektiv temperatur av 6 899 K.